# Leontopodium dedekensii
Leontopodium dedekensii là một loài thực vật có hoa trong họ Cúc. Loài này được (Bureau & Franch.) Beauverd mô tả khoa học đầu tiên năm 1909.